# Bullarium
Bullarium é um termo usado para se referir a uma coleção de bulas papais e outros documentos análogos, que podem ter um caráter geral ou limitado a determinada ordem, instituição ou localidade.
O nome bullarium parece ter sido inventado pelo canonista Laertius Cherobini que, em 1586, publicou sob o título Bullarium, sive Collectio diversarum Constitutionum multorum Pontificum. Era um grande volume em folha de 1404 páginas contendo 922 constituições papais de Gregório VII até Sisto V, o papa então reinante. É conhecido por sua publicação do primeiro Bullarium e pela encomenda da Morte da Virgem de Caravaggio para Santa Maria della Scala em Trastevere, Roma.